# 娘母
娘母（白一平轉寫：nr-）是中古漢語的一個聲母，屬舌音知組，即舌上音，次濁聲母。該聲母在韻圖中列在二、三等，與列在一、四等的泥母互補。

## 擬音
與同爲舌上音的知、徹、澄母多獨立於端、透、定母不同，娘母在當代所有漢語方言及域外方音中均不能獨立於泥母，且在反切中泥娘母反切上字相混的現象也較多，一些學者認爲娘母並不是獨立的聲母，只是爲韻圖的整齊而設，將其擬音定爲和泥母相同的[n]。在主張娘母獨立的學者中，部分將其擬爲卷舌鼻音[ɳ]，部分將其擬爲舌面前鼻音[ȵ]（後者爲將娘母和日母分開，多將日母擬爲舌面前鼻音加濁塞音[ȵʑ]）。
| 聲母 | 高本漢 | 李方桂 | 陸志韋 | 王力 | 周法高 | 李榮 | 邵榮芬 | 蒲立本 | 董同龢 | 鄭張尚芳 | 潘悟雲 | 《廣韻》字數 |
| ---- | ------ | ------ | ------ | ---- | ------ | ---- | ------ | ------ | ------ | -------- | ------ | ------------ |
| 娘   | n      | ɳ      | n      | n    | ɳ      | n    | ȵ      | ɳ      | n      | ɳ        | ɳ      | 221          |

## 例字
| 等   | 例字                                     |
| ---- | ---------------------------------------- |
| 一等 |                                          |
| 二等 | 拏 nrae、赧 nraenX、鬧 nraewH、豽 nrweat |
| 三等 | 黏 nrjem、紐 nrjuwX、賃 nrimH、暱 nrit   |
| 四等 |                                          |

## 現代方言、語言中的讀音
在北京音系中，娘母同泥母，爲n [n]。
在晋语核心区域的汾阳、孝义、平遥、介休等地（这些县市都属于古汾州境域），娘母字与泥母字读音有别，娘母字声母读为/ɳ/或者/nz/，如汾阳话：挠/ɳɑu/≠脑/nɑu/、扭/ɳou/≠努/nou/、拧/ɳə̃/≠能/nə̃/、女/ɳɤu/≠弩/nɤu/、喃/ɳã/≠南/nã/、蹑/ɳəʔ/≠那/nəʔ/、攮/ɳuɔ/≠齉/nuɔ/。
在朝鲜语中，舌頭音舌上音不分，娘母同泥母仍爲ㄴ [n]，但娘母三等和泥母四等一樣，在大韓民國標準語中按照頭音法則，在[j]前會脫落爲零聲母ㅇ。如“女”（nrjoX）有녀和여兩讀。
在日語中，娘母同泥母和日母，吳音中仍爲な/ナ行[n]，漢音中塞化成だ/ダ行。
越南語中，娘母多數保持爲n [n]，少數顎化同日母，成爲nh [ȵ]。